# Conservative Political Action Conference
La Conservative Political Action Conference, abbreviato in CPAC, è una conferenza politica annuale a cui partecipano attivisti conservatori e politici da tutti gli Stati Uniti e dal mondo. Il CPAC è ospitato dall'American Conservative Union (ACU).
La conferenza è stata fondata nel 1974 dall'American Conservative Union e Young Americans for Freedom, Ronald Reagan tenne il discorso inaugurale al CPAC nel 1974. Tuttora i candidati presidenziali repubblicani la utilizzano per condividere le proprie idee per migliorare la nazione.

## Sondaggio annuale
Il sondaggio annuale del CPAC serve tradizionalmente da barometro per percepire l'opinione pubblica del movimento conservatore. Durante la conferenza, i partecipanti sono incoraggiati a compilare un sondaggio che pone domande su una varietà di questioni, le domande riguardanti i candidati presidenziali più popolari sono solitamente le più rilevanti.
| Anno     | Vincitore del sondaggio | % di voti  | Secondo posto     | % di voti  | Candidati presidenziali ufficiali |
| -------- | ----------------------- | ---------- | ----------------- | ---------- | --------------------------------- |
| 1974–5   |                         |            |                   |            | Gerald Ford (1976)                |
| 1976     | Ronald Reagan           | 77.2       | George Wallace    | 14.6       | Gerald Ford (1976)                |
| 1977–79  |                         |            |                   |            | Ronald Reagan (1980)              |
| 1980     | Ronald Reagan           | n.d.       | n.d.              | n.d.       | Ronald Reagan (1980)              |
| 1981–83  | Non svolto              | Non svolto | Non svolto        | Non svolto | Ronald Reagan (1984)              |
| 1984     | Ronald Reagan           | n.d.       | n.d.              | n.d.       | Ronald Reagan (1984)              |
| 1985     | Non svolto              | Non svolto | Non svolto        | Non svolto | George H. W. Bush (1988)          |
| 1986     | Jack Kemp               | n.d.       | George H. W. Bush | n.d.       | George H. W. Bush (1988)          |
| 1987     | Jack Kemp               | 68         | Pat Buchanan      | 9          | George H. W. Bush (1988)          |
| 1988     | Non svolto              | Non svolto | Non svolto        | Non svolto | George H. W. Bush (1988)          |
| 1989–91  | Non svolto              | Non svolto | Non svolto        | Non svolto | George H. W. Bush (1992)          |
| 1992     | Pat Buchanan            | n.d.       | n.d.              | n.d.       | George H. W. Bush (1992)          |
| 1993     | Jack Kemp               | n.d.       | n.d.              | n.d.       | Bob Dole (1996)                   |
| 1994     | Non svolto              | Non svolto | Non svolto        | Non svolto | Bob Dole (1996)                   |
| 1995     | Phil Gramm              | 40         | Bob Dole          | 12         | Bob Dole (1996)                   |
| 1996     | Bob Dole                | 26         | Pat Buchanan      | 24         | Bob Dole (1996)                   |
| 1997     | Non svolto              | Non svolto | Non svolto        | Non svolto | George W. Bush (2000)             |
| 1998     | Steve Forbes            | 23         | George W. Bush    | 10         | George W. Bush (2000)             |
| 1999     | Gary Bauer              | 28         | George W. Bush    | 24         | George W. Bush (2000)             |
| 2000     | George W. Bush          | 42         | Alan Keyes        | 23         | George W. Bush (2000)             |
| 2001–04  | Non svolto              | Non svolto | Non svolto        | Non svolto | George W. Bush (2004)             |
| 2005     | Rudy Giuliani           | 19         | Condoleezza Rice  | 18         | John McCain (2008)                |
| 2006     | George Allen            | 22         | John McCain       | 20         | John McCain (2008)                |
| 2007     | Mitt Romney             | 21         | Rudy Giuliani     | 17         | John McCain (2008)                |
| 2008     | Mitt Romney             | 35         | John McCain       | 34         | John McCain (2008)                |
| 2009     | Mitt Romney             | 20         | Bobby Jindal      | 14         | Mitt Romney (2012)                |
| 2010     | Ron Paul                | 31         | Mitt Romney       | 22         | Mitt Romney (2012)                |
| 2011     | Ron Paul                | 30         | Mitt Romney       | 23         | Mitt Romney (2012)                |
| 2012     | Mitt Romney             | 38         | Rick Santorum     | 31         | Mitt Romney (2012)                |
| 2013     | Rand Paul               | 25         | Marco Rubio       | 23         | Donald Trump (2016)               |
| 2014     | Rand Paul               | 31         | Ted Cruz          | 11         | Donald Trump (2016)               |
| 2015     | Rand Paul               | 26         | Scott Walker      | 21         | Donald Trump (2016)               |
| 2016     | Ted Cruz                | 40         | Marco Rubio       | 30         | Donald Trump (2016)               |
| 2017–18  | Non svolto              | Non svolto | Non svolto        | Non svolto | Donald Trump (2020)               |
| 2019     | Donald Trump            | 82         | Mitt Romney       | 6          | Donald Trump (2020)               |
| 2020     | Non svolto              | Non svolto | Non svolto        | Non svolto | Donald Trump (2020)               |
| 2021 (1) | Donald Trump            | 55         | Ron DeSantis      | 21         | Donald Trump (2024)               |
| 2021 (2) | Donald Trump            | 70         | Ron DeSantis      | 21         | Donald Trump (2024)               |
| 2022 (1) | Donald Trump            | 59         | Ron DeSantis      | 28         | Donald Trump (2024)               |
| 2022 (2) | Donald Trump            | 69         | Ron DeSantis      | 24         | Donald Trump (2024)               |
| 2023     | Donald Trump            | 62         | Ron DeSantis      | 20         | Donald Trump (2024)               |
| 2024     | Donald Trump            | 94         | Nikki Haley       | 5          | Donald Trump (2024)               |
| 2025     | J. D. Vance             | 61         | Steve Bannon      | 12         | TBD                               |

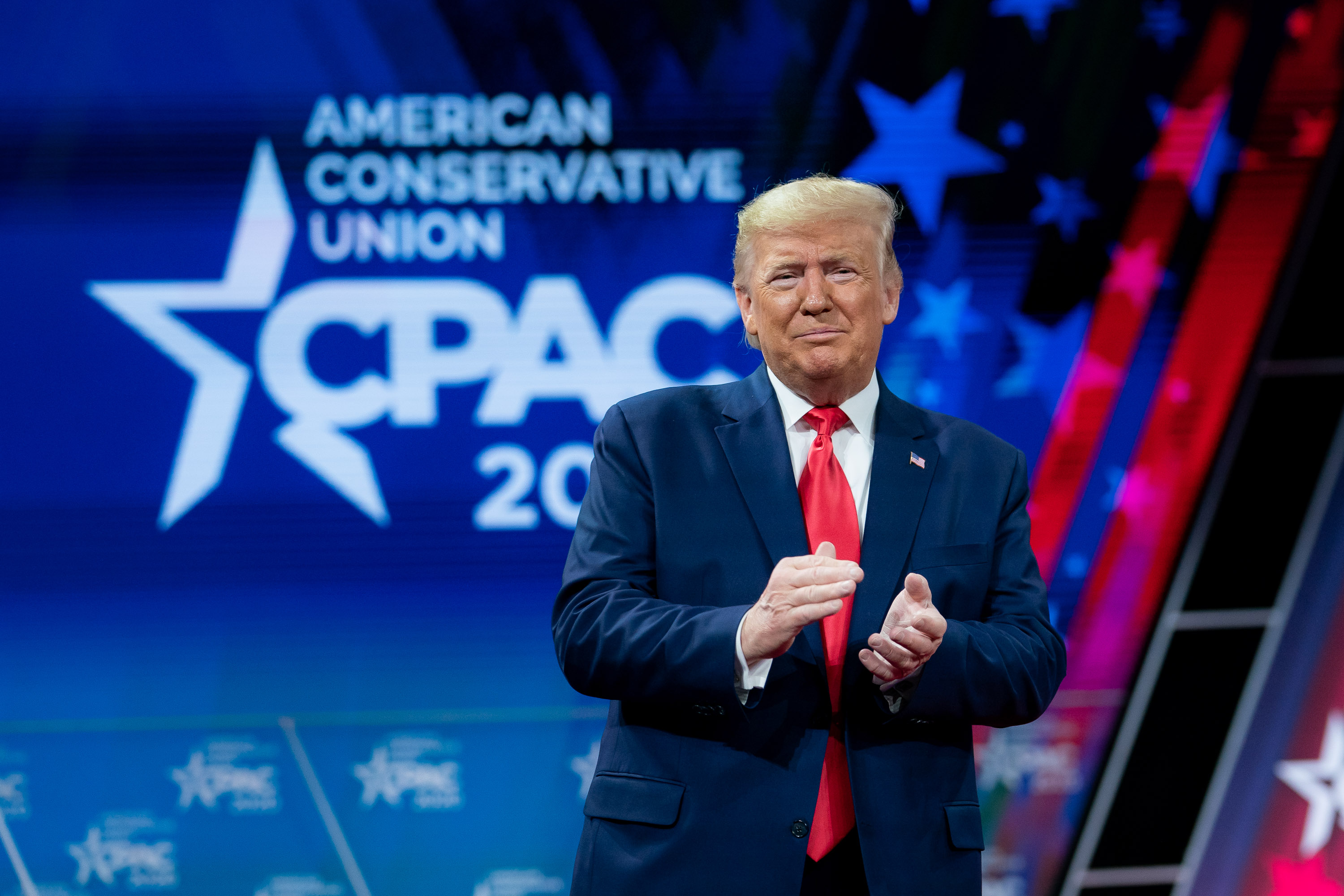
Donald Trump al CPAC del 2020

Donald Trump detiene il record di vittorie nei sondaggi CPAC con sette trionfi, seguito da Mitt Romney che ne ha ottenute quattro. Tra i candidati con tre vittorie consecutive troviamo Ronald Reagan, Jack Kemp e Rand Paul, mentre Ron Paul ha conquistato due vittorie. Di questi cinque, i Paul sono gli unici due ad aver vinto più di un sondaggio ma a non comparire come candidati presidenziali repubblicani in nessuna elezione (sebbene Ron Paul abbia ricevuto un voto del Collegio elettorale nel 2016). Nonostante la sua precedente popolarità, Romney non è stato invitato al CPAC del 2020 a causa del suo consenso al primo processo di impeachment di Donald Trump e non è stato invitato per il CPAC del 2021 dopo aver votato per condannare Trump nel suo secondo processo di impeachment.
Il presidente del CPAC ha affermato che la motivazione è stata quella di non poter garantire la sicurezza di Romney alla conferenza.

## CPAC nel mondo

### Australia
Il primo CPAC australiano si è tenuto nell'agosto 2019, tra gli ospiti troviamo l'ex primo ministro Tony Abbott, il leader della campagna Brexit Nigel Farage, l'ex redattore capo di Breitbart Raheem Kassam e il leader della NSW One Nation Mark Latham. La senatrice liberale Amanda Stoker e il parlamentare Craig Kelly erano presenti all'evento. Ci sono state richieste per impedire a Kassam di entrare nel paese prima della conferenza.
La conferenza del 2020 è iniziata il 4 novembre.

### Brasile
Il primo CPAC in Brasile si è svolto tra l'11 e il 12 ottobre 2019, nella città di San Paolo, alla presenza di importanti conservatori degli Stati Uniti come il presidente dell'ACU Matt Schlapp e sua moglie Mercedes Schlapp, il senatore dello Utah Mike Lee, il commentatore di Fox News Walid Phares ed esponenti brasiliani come il figlio del presidente Jair Bolsonaro Eduardo Bolsonaro ed il ministro degli affari esteri Ernesto Araújo.
La Fondazione ACU ha annunciato che l'evento si svolgerà ogni anno in Brasile a partire dal 2019.

### Giappone
Il primo CPAC internazionale è stato ospitato a Tokyo dal 16 al 17 dicembre 2017 dalla Japanese Conservative Union (JCU) in collaborazione con l'American Conservative Union (ACU). JCU e ACU hanno continuato a co-ospitare il J-CPAC ogni anno da allora. I partecipanti sono stati importanti legislatori e conservatori degli Stati Uniti, del Giappone e di tutto il mondo. Parteciparono il presidente dell'ACU Matt Schlapp e il direttore esecutivo Dan Schneider, il capo dello staff della Casa Bianca Mick Mulvaney, i rappresentanti degli Stati Uniti Bruce Westerman e Paul Gosar e molte altre figure rilevanti. L'attivista di Hong Kong Andy Chan Ho-tin ha partecipato in video al CPAC 2019 giapponese dopo essere stato arrestato a Hong Kong mentre si recava a Tokyo per fare un'apparizione dal vivo.

## Controversie

### Pandemia di COVID-19
Nel 2020, il CPAC ha ospitato il suo evento principale durante la pandemia di COVID-19 nonostante i rischi per la salute pubblica. Sabato 7 marzo 2020, ACU ha confermato che un partecipante al CPAC 2020 è successivamente risultato positivo al COVID-19. Il senatore Ted Cruz, i rappresentanti Matt Gaetz, Paul Gosar, Doug Collins e Mark Meadows hanno avuto un contatto diretto con il partecipante infetto e hanno annunciato la loro auto-quarantena.

### Statua dorata di Trump
Nel 2021, una statua d'oro di Donald Trump, intitolata "Trump and His Magic Wand" è stata installata da un artista di nome Tommy Zegan. Ha attirato numerosi commenti online quando si è scoperto che era stata costruita in Messico.

### Forma del palcoscenico
Nel 2021, gli utenti dei social media hanno confrontato la forma del palco con la Elder Futhark Odal (ᛟ). Questo simbolo è stato adottato nella Germania nazista come distintivo del RuSHA, responsabile del mantenimento della integrità del Schutzstaffel (SS) e da molti gruppi neonazisti in tutto il mondo. Il simbolo è stato successivamente utilizzato dai suprematisti bianchi statunitensi.
Successivamente, il presidente dell'ACU Matt Schlapp ha definito i paragoni "oltraggiosi e calunniosi" e ha affermato di avere un "impegno per la comunità ebraica". L'Hyatt Hotels Corporation, nella cui sede di Orlando si è svolto l'evento, ha rilasciato una dichiarazione in cui si afferma che "tutti questi simboli sono abominevoli e inequivocabilmente contrari ai nostri valori come azienda". Lo studio di design Design Foundry si è assunto la responsabilità dell'allestimento, dicendo che "non avevano idea che il design assomigliasse a nessun simbolo, né c'era alcuna intenzione di creare qualcosa che lo ritraesse". Ian Walters di ACU ha confermato che non avrebbero più usato Design Foundry per i loro eventi.